# Arado Ar 196
Arado Ar 196 — німецький розвідувальний гідролітак компанії «Arado Flugzeugwerke» часів Другої світової війни. Декілька Ar 196 використовувались в СРСР, Румунії у 1950-х роках.

## Історія
У 1930-х роках Крігсмаріне Третього Райху потребувала нового гідролітака на заміну застарілому Heinkel He 60. Компанії Heinkel запропонували 1935 збудувати новий гідролітак. Але Heinkel He 114 через відсутність відповідного мотора, непристосованість до посадки у погану погоду через поплавки не пройшов випробувань. Міністерство авіації оголосило восени 1936 новий конкурс з умовами використання радіального мотору BMW-132К, можливість стартувати за допомогою катапульти чи з поверхні води. Було виготовлено Focke-Wulf Fw 62 і Arado Ar 196, який виграв конкурс.
1 червня 1937 провели випробовування першого прототипу, що відповідав заданим параметрам. У наступних 4 прототипах використали однопоплавкове шасі замість двопоплавкового. Об'єм поплавка виносив 2.750 л. Випробування завершили 1938 і розпочали серійне виробництво Arado Ar 196A, який зазнав декілька модифікацій. Виробництво припинили 1944, виробивши 541 Ar 196 усіх модифікацій. Пілота Ar 196 призначало Люфтваффе, спостерігача Крігсмаріне, який виконував обов'язки штурмана і бортового стрільця.
Літак виробляли у Варнемюнде, Амстердамі, Ле-Ман, в період з 1938 по 1944.

### Модифікації Arado Ar 196
- Ar 196V — прототипи
- Ar 196A-0 — пробна серія
- Ar 196A-1 — перша серія
- Ar 196A-2 — серія з озброєнням у носі фюзеляжу
- Ar 196A-3 — серія з посиленою конструкцією
- Ar 196A-4 — серія з додатковою рацією
- Ar 196A-5 — серія з кулеметом MG 81[de] у задній частині кабіни
- Ar 196B-0 — пробна серія однопоплавкового шасі

## Використання

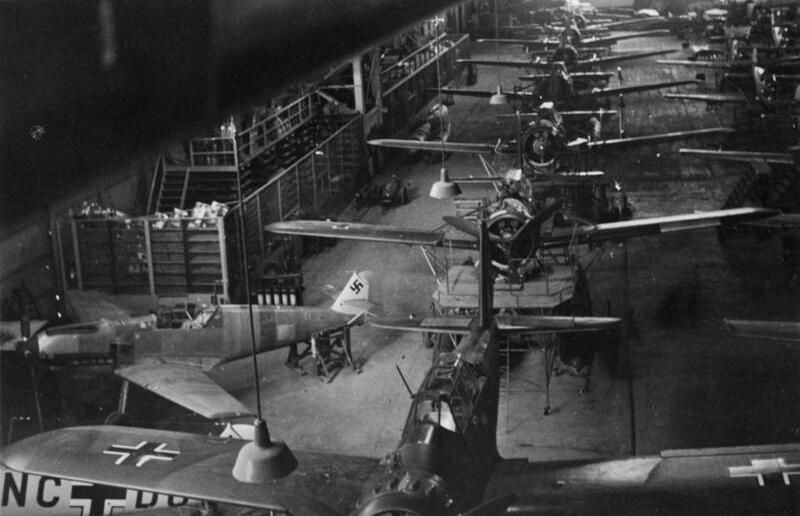
Ar 196 на конвеєрі в Росток-Варнемюнде, 1939

Arado Ar 196 використовувався на важких військових кораблях, допоміжних крейсерах Крігсмаріне, встановивши перший літак на важкому крейсері Admiral Graf Spee. Застосовувались в ході бойових дій у морях Північному, Норвезькому, океанах Атлантичному, Індійському, Тихому. Базувалися, також, на допоміжних крейсерах-рейдерах. Використовувались для охорони узбережжя Болгарії (12), Румунії (28), Фінляндії (3), Норвегії, в СРСР (37).
У час операції «Везерюбунг» 3 Ar 196 були втрачені 9 квітня 1940 разом із затопленням важкого крейсера Blücher (1937), літак з крейсера Admiral Hipper здійснив вимушену посадку і був захоплений. При спробі перельоту до Англії затонув при невдалій спробі посадки. У травні 1941 4 Ar 196 продали до СРСР.
В серпні 1951 в інституті № 15 ВМС СРСР завершилися державні випробування Ar 196 з встановленим на ньому двигуном АШ-62ИР. «Оновлений» таким чином літак, за деякими даними, прослужив в авіації флоту до 1953